# Orthosia lizetta
Orthosia lizetta är en fjärilsart som beskrevs av Arthur Gardiner Butler 1878. Arten ingår i släktet Orthosia och familjen nattflyn. Inga underarter finns listade i Catalogue of Life. Den förekommer i Primorje kraj i östra Sibirien och på de japanska öarna Hokkaido, Honshu, Kyushu och Shikoku.
Larverna är gröna och lever på olika lövträd. Mönstret och färgen på främre vingen är mycket varierande och den förväxlas ofta med Orthosia paromoea, Orthosia fausta och Anorthoa angustipennis.